# Joe Fry
Joe Fry, britanski dirkač Formule 1, * 26. oktober 1915, Chipping Sodbury, Anglija, Združeno kraljestvo, † 29. julij 1950, Blandford Camp, Anglija, Velika Britanija.

## Življenjepis
V svoji karieri je nastopil le na sploh prvi dirki v zgodovini Formule 1, Veliki nagradi Velike Britanije, kjer z je dirkalnikom Maserati 4CL skupaj z Brianom Shawom Taylorjem zasedel deseto mesto z več kot šestimi krogi zaostanka za zmagovalcem. Le dva meseca kasneje se je smrtno ponesrečil na dirki v Blandford Campu.